# The Star Wars Holiday Special
The Star Wars Holiday Special (bra: Guerra nas Estrelas Especial; prt: O Especial de Natal de Star Wars) é um programa especial de televisão de duas horas de duração (incluindo os comerciais) que foi exibido uma única vez nas redes de televisão americana e canadense, em 17 de novembro de 1978. A história gira em torno de Han Solo tentando levar Chewbacca para sua casa para encontrar sua esposa Malla, seu filho Lumpy e seu pai Itchy e comemorar o "Dia da Vida" (uma espécie de Dia de Ação de Graças no universo de Star Wars) porém a casa é invadida por stormtroopers e os dois tem que salvá-los. O especial possui um segmento animado onde o personagem Boba Fett aparece pela primeira vez no universo de Star Wars, antes mesmo de sua aparição em "O Império Contra-Ataca".